# Angliers (Charente-Maritime)
Angliers é uma comuna francesa na região administrativa da Nova Aquitânia, no departamento de Charente-Maritime. Estende-se por uma área de 10,74 km². Em 2010 a comuna tinha 1 104 habitantes (densidade: 102,8 hab./km²).